# Martine Bossuyt
Martine Bossuyt (Deerlijk, 5 augustus 1950) is een Belgische beeldhouwster, schilderes en dichteres. Ze is tevens bekend als vrouwenrechtenactiviste en van haar engagement voor goede doelen.

## Herkomst
Bossuyt woonde tijdens haar kindertijd in de Hoogstraat te Deerlijk, als jongste van zes kinderen. Haar ouders waren Julien, een uit Vichte afkomstige schilder, en Marie-Louise Deknudt, een huisvrouw uit Deerlijk.
Ze is getrouwd met chirurg Piet Casaer en heeft vier dochters. Haar woonplaats met atelier is in Ieper.

## Kunstenares
Bossuyt was een tijdlang leerkracht Nederlands-Engels, maar maakte rond haar veertigste van haar hobby haar beroep. Ze werd voltijds kunstenares. Ze studeerde sculpturen aan de Academie van Beeldende Kunsten in Menen en aan het Hoger Instituut Sint-Lucas Gent. Ze is lid van de Koninklijke Vereniging Beroepskunstenaars van België.
Hoewel ze ook kunstschilder is en gedichten schrijft, specialiseerde Bossuyt zich vooral in het beeldhouwen. Haar creaties zijn meestal vrouwenfiguren, vanwege haar bekommernis om het statuut van de vrouw (zie verder). De beelden zijn gemaakt in terracotta, brons en polyester. Qua stijl evolueerde ze van figuratieve kunst naar abstractie, waarna ze terugkeerde naar het figuratieve. Het werd een succes en opdrachten van de overheid en van particulieren stroomden binnen. Voorbeelden van haar werk zijn de bronzen beeldengroep voor de Sint-Pietersabdij van Steenbrugge in Assebroek uit 2010, het beeld voor de “Marie Popelinprijs 2016” (die uitgereikt werd aan professor Marleen Temmerman) en in datzelfde jaar het beeld “De klaroenblazer”, gemaakt ter gelegenheid van de aanstelling van Antoon Verschoot tot ereburger van Ieper.
De kunstenares werkt nooit met galerijen, altijd op uitnodiging van organisatoren. Ze stelde haar werken tentoon in steden en gemeenten over heel België, maar ook in het buitenland: bijv. in Luxemburg, Amsterdam, Vorden (in de beeldentuin), Parijs, Firenze, Milaan, Rome, Venetië, Lissabon, Lausanne en zelfs in Taipei. Werken van haar zijn opgenomen in privécollecties in New York en Zürich.
Bossuyt kreeg voor haar werk in het jaar 2000 te Rome de onderscheidingen Artista dell Anno 2000, Diploma per Meriti Artistici en Artista dell Giubileo. In 2015 was ze finaliste van de International Artist Grand Prize Competition Art Revolution Taipei in Taiwan.
Een aantal van de werken van Bossuyt kwamen er vanuit een groot sociaal engagement. Haar levenswerk was het in 1999 gebrachte werk Versteende kwetsbaarheid. Toen stelde ze na drie jaar boetseren duizend terracotta beeldjes tentoon in de Lakenhalle van Ieper. De opbrengst was integraal voor het project Koester van het Kinderkankerfonds te Gent. Dankzij haar kregen terminale kankerpatiëntjes thuis de nodige medische zorgen. Overigens, naar eigen zeggen schenkt de kunstenares de opbrengst van de meeste tentoonstellingen aan goede doelen.
In 2014 presenteerde ze het uit dertig beelden bestaande werk Vrouwen op de vlucht in de kerk van Voormezele, in een speciaal daarvoor opgebouwde stukje loopgraaf en deel uitmakend van een grotere tentoonstelling. Met deze creatie wilde Bossuyt focussen op vrouwen in de oorlog en hulde brengen aan de moedige meisjes, vrouwen en moeders die op de vlucht moesten gaan voor oorlogsgeweld en verkrachtingen. Voor de kunstenares zijn zij de helden in oorlogstijd, want ze zorgen voor de kinderen, de ouderen en de gewonden.

## Vrijwilligster voor goede doelen
Bossuyt toont niet alleen vanuit haar kunst een grote maatschappelijke bewogenheid; ze is tevens heel actief als vrijwilligster om fondsen te verzamelen voor goede doelen. Zo zet ze zich in voor de verbetering van het lot van onderdrukte vrouwen en kinderen wereldwijd en in Ieper voor een vluchthuis voor vrouwen en de Voedselbank. Ook wetenschappelijke onderzoeken kunnen op haar steun rekenen, zoals naar de ziekte van Parkinson en reuma.
Sinds 2003 zet ze zich in als vrijwilligster voor Moeders voor Vrede, de Belgische afdeling van de internationale ngo Mothers for Peace, waar ze nauw zou samenwerken met oprichtster Jennie Vanlerberghe. Als voorvechtster van rechten voor vrouwen in onder meer Afghanistan had Vanlerberghe er in Istalif een vrouwencentrum geopend. In 2007 en 2010 reisde Bossuyt naar Afghanistan om er de onderdrukking van vrouwen aan te klagen en te verbeteren. Ze was diep getroffen door wat vrouwen er te verduren kregen. Sindsdien geeft ze overal in Vlaanderen lezingen voor verenigingen en serviceclubs, om geld in te zamelen voor het vrouwencentrum in Istalif. De titel van haar voordracht luidt: De boerka die mijn leven veranderde.
Bossuyt is ex-voorzitster van de Ieperse afdeling van Zonta, een internationale ngo van en voor vrouwen die de positie van vrouwen wereldwijd probeert te verbeteren op juridisch, professioneel, politiek en economisch vlak. Er wordt opgekomen voor gelijke rechten voor vrouwen en hulp geboden aan kansarme vrouwen. Actieve deelname van vrouwen aan de maatschappij en het beroepsleven wordt gestimuleerd. Hersteloperaties na verkrachtingen in Congo en voor het vrouwencentrum in Istalif, Afghanistan zijn maar enkele voorbeelden van de eigen projecten waarvoor Zonta fondsen verzamelde.
Erkenning voor haar onbaatzuchtige inzet voor vrouwenrechten volgde in 2011 toen ze in het Egmontpaleis te Brussel van de Nederlandstalige Vrouwenraad de eretitel ontving van Vredesvrouw, waarna ze op het paleis te Laken ontvangen werd door koning Albert en koningin Paola.
Over haar strijd voor vrouwenrechten zei ze in een interview voor Kerk & Leven in 2013: “Mijn hele leven al ben ik bekommerd om het statuut van de vrouw. Ik ben een kind van de jaren 1960, toen de vrouw plotseling een stem kreeg. Ik maakte me de vrijheid eigen die de voorgaande generaties niet hadden. Ik ben een feministe, maar niet het type dat op de barricades staat. Omdat ik het zelf heel goed heb, heb ik als kunstenaar, vrouw en moeder echter wel een vorm van verantwoordelijkheid. Ik kan me niet verschuilen achter onwetendheid. Ik weet het wél. Ik weet dat ik, met mijn eigen kunnen, ergens het verschil kan maken.”
In haar thuisstad Ieper werft Bossuyt fondsen ten bate van een vluchthuis voor vrouwen. In 2017 stichtte ze in dezelfde stad een afdeling van Professional Women’s Association Belgium, een vzw die gelijke kansen en gelijkwaardige posities nastreeft voor vrouwen op maatschappelijk, economisch en politiek gebied. Daarnaast is ze lid van verscheidene andere vrouwenorganisaties.
Ook het welzijn van kinderen ligt Bossuyt nauw aan het hart. Op haar initiatief zamelden zeven Ieperse basisscholen in 2014 speelgoed in voor kansarme kinderen. Vierhonderd stukken speelgoed werden overgemaakt aan de Voedselbank Ieper die ze uitdeelde aan kinderen uit de armste gezinnen van de stad.
In 2018 ging ze naar Rwanda, waar ze onder meer les gaf aan kindsoldaten. Datzelfde jaar trok ze samen met haar echtgenoot Piet Casaer voor tien dagen door Oeganda. Ze maakten deel uit van een team van 57 Belgische medische hulpverleners die zoveel mogelijk hulp wilden bieden aan de inheemse bevolking, kinderen en volwassenen. Piet Casaer voerde verscheidene operaties uit, terwijl Bossuyt zorgde voor een ordelijke toestroom van de patiënten en ondersteuning van educatieve projecten. Een belangrijke bijdrage aan deze actie werd onder meer geleverd door Zonta Ieper.
In 2023 werd Bossuyt in haar geboortedorp Deerlijk voor haar verdiensten als vredesvrouw en geëngageerde kunstenares opgenomen in de (ludieke) orde van 't Manneke uit de Mane.